# Piliscsaba
Piliscsaba je vas na Madžarskem, ki upravno spada pod  podregijo Pilisvörösvári Županije Pešta.